# Stan Van Tricht
Stan Van Tricht (* 20. September 1999 in Löwen) ist ein belgischer Radrennfahrer, der vorrangig auf der Straße aktiv ist.

## Sportlicher Werdegang
Zur Saison wurde Van Tricht Mitglied zur Saison 2020 Mitglied in der SEG Racing Academy. Obwohl er ohne Sieg blieb, machte er durch eine Reihe von Top-10-Platzierungen auf sich aufmerksam, zuletzt 2021 durch Platz 2 bei der Coppa della Pace sowie jeweils Platz 3 beim International Rhodes Grand Prix und in der Gesamtwertung der Rhodos-Rundfahrt.
In der Saison 2021 erhielt Van Tricht die Möglichkeit, als Stagiaire für das Team Deceuninck-Quick-Step zu fahren, zur Saison 2022 wurde er fest in das UCI WorldTeam übernommen. Seinen ersten Renneinsatz für das neue Team hatte er bei der Tour of Oman 2022. Bestes Ergebnis für das Team war der zweite Platz bei Dwars door het Hageland 2023, ein Sieg bei einem internationalen Rennen blieb ihm in den zwei Jahren verwehrt.
Zur Saison 2024 wechselte Van Tricht zum Team Alpecin-Deceuninck. Seinen ersten Sieg als Radprofi erzielte er mit dem Gewinn der Coppa Bernocchi 2024.

## Erfolge
2021
- Gullegem Koerse
- Nachwuchswertung Rhodos-Rundfahrt

2014
- Coppa Bernocchi